# 東柏ケ谷
東柏ケ谷（ひがしかしわがや）は、神奈川県海老名市の町名。現行行政地名は東柏ケ谷一丁目から東柏ケ谷六丁目。住居表示実施済み区域。

## 地理
市内北東端に位置し、町域は東西約600m、南北約670mの、およそ三角形状の形状を有する。周囲は座間市・大和市・綾瀬市に囲まれ、海老名市の他地域とは西の柏ケ谷と狭いくびれ（最狭部は神奈川県道42号大塚本町交差点を挟んで100m足らず）で接しているのみの飛地のような地区である。長方形に近い海老名市域において「エビのしっぽ」と表現されるような突出部となっている。
西で柏ケ谷および綾瀬市寺尾北、北で座間市さがみ野・座間市東原および座間市ひばりが丘、東で大和市上草柳・大和市桜森および綾瀬市蓼川、南で綾瀬市大上と、それぞれ接する（特記ないものは海老名市）。
地内は住宅と工場が大半を占める。

### 面積
面積は以下の通りである。
| 丁目           | 面積（km2） |
| -------------- | ----------- |
| 東柏ケ谷一丁目 | 0.15        |
| 東柏ケ谷二丁目 | 0.21        |
| 東柏ケ谷三丁目 | 0.11        |
| 東柏ケ谷四丁目 | 0.22        |
| 東柏ケ谷五丁目 | 0.13        |
| 東柏ケ谷六丁目 | 0.14        |
| 計             | 0.96        |

### 地価
住宅地の地価は、2023年（令和5年）1月1日の公示地価によれば、東柏ケ谷4-6-10の地点で18万3000円/m2となっている。

## 歴史
江戸時代、当地一帯には相模野の草地が広がり、周辺諸村の秣場（牛馬の飼料・燃料・肥料として用いる草を刈る場所）として利用されていた。近世末期の時点で当地は柏ケ谷村の一部であり、柏ケ谷村が1889年の町村制施行時に海老名村（のちの海老名市）を構成したことから、海老名市域の突出部として存在するのであるが、なぜ当地が柏ケ谷村に含まれるようになったかの経緯は不明である。宝暦7年（1757年）に栗原村（現在の座間市栗原一帯）が柏ケ谷村から水を提供される代わりに、柏ケ谷村に田畑を提供したという記録があり、海老名市の郷土史家である片山兵衛は、この際に栗原村から譲渡された土地が当地である可能性を指摘する。当地と栗原との境界をなす直線的な道路は、江戸時代の大山街道（矢倉沢往還）であり、現在の大塚本町交差点付近には「大塚宿」と称される町場があった。

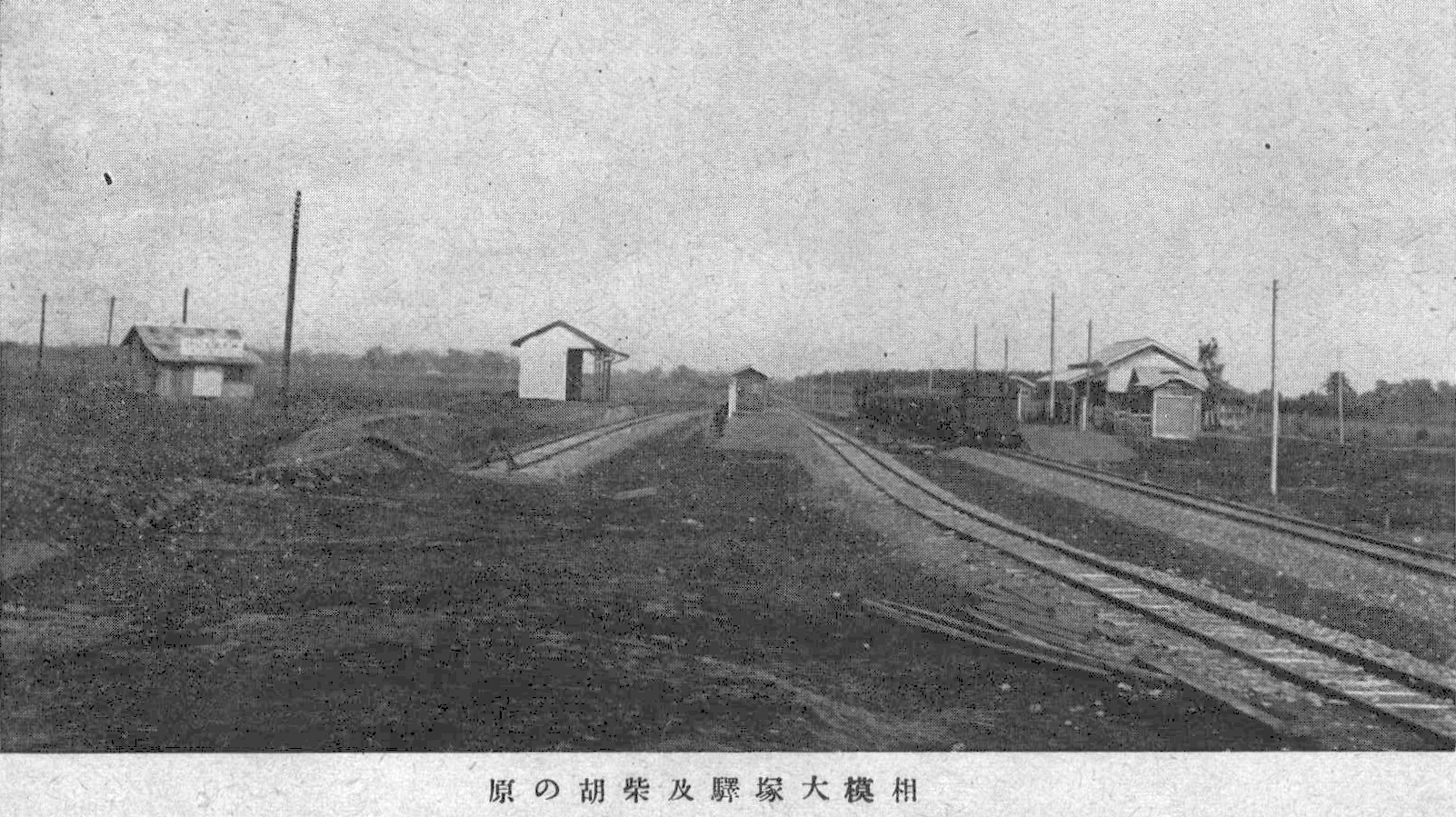
現在のさがみ野駅付近にあった旧相模大塚駅（1927年）。周辺には「柴胡の原」（薬草の柴胡＝ミシマサイコに因む）と呼ばれる相模野の台地が広がっていた。

当地は明治時代の町村制施行以後、海老名村（1940年に海老名町、1971年に海老名市）の大字柏ケ谷の一部であった。1926年（大正15年）、神中鉄道（現在の相模鉄道相鉄本線）が開通し、現在のさがみの駅付近に「相模大塚駅」が開業した。この相模大塚駅は第二次世界大戦中に横浜方面に移転した。
第二次世界大戦後、京浜工業地帯からの工場移転が進んだ結果として当地の人口は増加した。1975年（昭和50年）に「さがみ野駅」が現在地に開業（海老名方面にあった大塚本町駅が移転し改称）。1977年（昭和52年）に住居表示を実施し、単独の町「東柏ケ谷」として成立した。

### 沿革
- 1977年（昭和52年）5月1日 - 大字柏ケ谷の一部で住居表示を実施、東柏ケ谷一丁目 - 六丁目成立[12]。

### 町名の変遷
| 実施後         | 実施年月日   | 実施前     |
| -------------- | ------------ | ---------- |
| 東柏ケ谷一丁目 | 1977年5月1日 | 大字柏ケ谷 |
| 東柏ケ谷二丁目 | 1977年5月1日 | 大字柏ケ谷 |
| 東柏ケ谷三丁目 | 1977年5月1日 | 大字柏ケ谷 |
| 東柏ケ谷四丁目 | 1977年5月1日 | 大字柏ケ谷 |
| 東柏ケ谷五丁目 | 1977年5月1日 | 大字柏ケ谷 |
| 東柏ケ谷六丁目 | 1977年5月1日 | 大字柏ケ谷 |

## 世帯数と人口
2023年（令和5年）1月1日現在（海老名市発表）の世帯数と人口は以下の通りである。
| 丁目           | 世帯数    | 人口     |
| -------------- | --------- | -------- |
| 東柏ケ谷一丁目 | 1,050世帯 | 2,114人  |
| 東柏ケ谷二丁目 | 1,555世帯 | 2,822人  |
| 東柏ケ谷三丁目 | 667世帯   | 1,291人  |
| 東柏ケ谷四丁目 | 1,390世帯 | 3,071人  |
| 東柏ケ谷五丁目 | 1,226世帯 | 2,603人  |
| 東柏ケ谷六丁目 | 1,279世帯 | 2,712人  |
| 計             | 7,167世帯 | 14,613人 |

### 人口の変遷
国勢調査による人口の推移。
| 年                 | 人口   |
| ------------------ | ------ |
| 1995年（平成7年）  | 12,394 |
| 2000年（平成12年） | 12,675 |
| 2005年（平成17年） | 14,629 |
| 2010年（平成22年） | 14,533 |
| 2015年（平成27年） | 14,422 |
| 2020年（令和2年）  | 14,732 |

### 世帯数の変遷
国勢調査による世帯数の推移。
| 年                 | 世帯数 |
| ------------------ | ------ |
| 1995年（平成7年）  | 5,026  |
| 2000年（平成12年） | 5,328  |
| 2005年（平成17年） | 6,100  |
| 2010年（平成22年） | 6,244  |
| 2015年（平成27年） | 6,346  |
| 2020年（令和2年）  | 7,008  |

## 学区
市立小・中学校に通う場合、学区は以下の通りとなる（2022年12月時点）。
| 丁目           | 番地 | 小学校                   | 中学校                 |
| -------------- | ---- | ------------------------ | ---------------------- |
| 東柏ケ谷一丁目 | 全域 | 海老名市立柏ケ谷小学校   | 海老名市立柏ケ谷中学校 |
| 東柏ケ谷二丁目 | 全域 | 海老名市立柏ケ谷小学校   | 海老名市立柏ケ谷中学校 |
| 東柏ケ谷三丁目 | 全域 | 海老名市立柏ケ谷小学校   | 海老名市立柏ケ谷中学校 |
| 東柏ケ谷四丁目 | 全域 | 海老名市立東柏ケ谷小学校 | 海老名市立柏ケ谷中学校 |
| 東柏ケ谷五丁目 | 全域 | 海老名市立東柏ケ谷小学校 | 海老名市立柏ケ谷中学校 |
| 東柏ケ谷六丁目 | 全域 | 海老名市立東柏ケ谷小学校 | 海老名市立柏ケ谷中学校 |

## 事業所
2021年（令和3年）現在の経済センサス調査による事業所数と従業員数は以下の通りである。
| 丁目           | 事業所数  | 従業員数 |
| -------------- | --------- | -------- |
| 東柏ケ谷一丁目 | 72事業所  | 335人    |
| 東柏ケ谷二丁目 | 152事業所 | 784人    |
| 東柏ケ谷三丁目 | 108事業所 | 851人    |
| 東柏ケ谷四丁目 | 48事業所  | 695人    |
| 東柏ケ谷五丁目 | 56事業所  | 923人    |
| 東柏ケ谷六丁目 | 46事業所  | 456人    |
| 計             | 482事業所 | 4,044人  |

### 事業者数の変遷
経済センサスによる事業所数の推移。
| 年                 | 事業者数 |
| ------------------ | -------- |
| 2016年（平成28年） | 527      |
| 2021年（令和3年）  | 482      |

### 従業員数の変遷
経済センサスによる従業員数の推移。
| 年                 | 従業員数 |
| ------------------ | -------- |
| 2016年（平成28年） | 4,251    |
| 2021年（令和3年）  | 4,044    |

## 交通

### 鉄道
- 相模鉄道本線 - さがみ野駅

### バス
- 相鉄バス
  - 綾75系統 相模大塚駅北口行・南林間駅行

- 神奈川中央交通
  - 長24系統 長後駅西口行・さがみ野駅行
  - さ02系統 さがみ野駅行・綾瀬市役所経由吉岡工業団地行
  - さ03系統 さがみ野駅行・吉岡工業団地行
  - 海08系統 海老名駅東口行・鶴間駅行
  - 下02系統 相武台下駅行・さがみ野駅北口行
  - 綾76系統 相武台前駅行・さがみ野駅北口行

### 道路
国道
- 国道246号 - 大和市との市境上の相模大塚交差点が旧道（国道指定区間）の終点にあたる。

主要地方道
- 神奈川県道40号横浜厚木線 - 東からさがみ野駅付近を経由して南へ抜ける。
- 神奈川県道42号藤沢座間厚木線 - 柏ケ谷との境界をなす。

## 施設
厚木海軍飛行場があった（海老名市域1,102m2）が、このうち海老名市域の1,102m2(さがみ野駅-相模大塚駅間にかつて存在した旧厚木基地専用線のうち、相模大塚2号踏切から西側の海老名市域内に敷かれていた部分の用地と思われる)を米軍が2017年6月30日に日本国への返還に合意した(返還時期未定)。
東柏ケ谷一丁目
- 東柏ケ谷近隣公園

東柏ケ谷二丁目
- さがみ野駅（一部は三丁目に位置）
- 海老名市立柏ケ谷保育園
- JAさがみ柏ケ谷支店

東柏ケ谷三丁目
- さがみ野相鉄ライフ
  - 相鉄ローゼンさがみ野店
- 横浜銀行さがみ野支店

東柏ケ谷四丁目
- ドリームシティさがみ野 - 分譲住宅地。
- 中村屋神奈川工場

東柏ケ谷五丁目
- ルアンジュさがみ野 - 高層マンション群。
- マルエツさがみ野店
- 芝浦メカトロニクスさがみ野事業所

東柏ケ谷六丁目
- 海老名市立東柏ケ谷小学校
- さがみ野中央病院

## その他

### 日本郵便
- 郵便番号 : 243-0401[3]（集配局 : 綾瀬郵便局[23]）。